# Vít Kaňkovský
Vít Kaňkovský (* 5. února 1970 Brno) je český politik a lékař, od října 2013 poslanec Poslanecké sněmovny PČR, od roku 2012 zastupitel Kraje Vysočina, dlouholetý zastupitel města Třešti a člen KDU-ČSL.

## Život
Po absolvování Gymnázia Otokara Březiny v Telči dále vystudoval Lékařskou fakultu Masarykovy univerzity (získal titul MUDr.).
Od 90. let 20. století pracuje jako lékař - nejdříve jako sekundární lékař v Nemocnici Milosrdných bratří, později na ortopedickém oddělení Nemocnice Jihlava. Od roku 2000 působí v Nemocnici Havlíčkův Brod, kde v letech 2006 až 2011 dělal ředitele. Od roku 2012 pak v tomto zařízení zastává pozici primáře oddělení Centrální operační sály a centrální sterilizace.
V listopadu 2017 obdržel za pomoc vážně zraněnému motorkáři ocenění Gentleman silnic.
Vít Kaňkovský je ženatý a má čtyři děti.

## Politické působení
Do politiky vstoupil, když byl jako nestraník na kandidátce KDU-ČSL zvolen v komunálních volbách v roce 1998 zastupitelem města Třešti. Mandát zastupitele pak obhájil v komunálních volbách v roce 2002, v komunálních volbách v roce 2006 i v komunálních volbách v roce 2010. Post zastupitele města obhájil i ve volbách v letech 2014 (původně byl na kandidátce na 18. místě, ale díky preferenčním hlasům skončil druhý) a 2018. V komunálních volbách v roce 2022 znovu kandidoval do zastupitelstva Třeště z 18. místa kandidátky KDU-ČSL. Vlivem preferenčních hlasů však skončil druhý, a opět tak obhájil mandát zastupitele.
Do vyšší politiky vstoupil, když v krajských volbách v roce 2012 kandidoval jako nestraník za KDU-ČSL do Zastupitelstva Kraje Vysočina na pozici lídra (a tudíž kandidáta na hejtmana). Vzhledem k volebnímu výsledku (tj. 12,33 % hlasů) však získal jen post krajského zastupitele. Ve volbách v roce 2016 mandát krajského zastupitele obhájil (původně figuroval na 25. místě kandidátky, vlivem preferenčních hlasů však skončil třetí). V krajských volbách v roce 2020 byl lídrem kandidátky KDU-ČSL v Kraji Vysočina, mandát se mu podařilo obhájit. Zvolen byl také ve volbách v roce 2024, když kandidoval na 13. místě kandidátky KDU-ČSL, vlivem preferenčních hlasů však skončil první.
Ve volbách do Poslanecké sněmovny PČR v roce 2013 kandidoval ze třetího místa v Kraji Vysočina již jako člen KDU-ČSL. Díky 3 533 preferenčním hlasům předskočil lídra kandidátky Josefa Herbrycha. Ve volbách do Poslanecké sněmovny PČR v roce 2017 byl lídrem KDU-ČSL v Kraji Vysočina. Získal 3 065 preferenčních hlasů, a obhájil tak mandát poslance.
Ve volbách do Poslanecké sněmovny PČR v roce 2021 byl z pozice člena KDU-ČSL lídrem kandidátky koalice SPOLU (tj. ODS, KDU-ČSL a TOP 09) v Kraji Vysočina. Získal 10 096 preferenčních hlasů a byl znovu zvolen poslancem.